# VP7
VP7 – własnościowy kodek wideo od On2 Technologies. Opublikowany został w marcu 2005.
Jest następcą poprzednich kodeków, takich jak VP3, VP5 i VP6..
Jest dystrybuowany jako moduł dla VfW i jako filtr DirectShow. Jest używany przez aplikacje, takie jak Skype, AOL AIM, Move Networks, Viewpoint Media Player i Tencent Messenger/QQ. Jego następcą jest kodek wideo VP8.